# ديماس (لاعب كرة قدم)
ديماس هو لاعب كرة قدم برازيلي في مركز الهجوم، ولد في 29 أبريل 1987 في ريبيراو بريتو في البرازيل. لعب مع جمعية بورتوغيزا الرياضية.